# 李文雄 (生物學家)
李文雄（1942年9月22日—），臺灣演化生物學家，屏東縣人。中央研究院院士，美國藝術與科學院院士，美國國家科學院院士。曾任中央研究院生物多樣性研究中心主任。

## 教育经历
1965年中原理工學院土木系畢業。1968年獲國立中央大學地球物理學碩士學位。此後赴美，1972年獲布朗大學應用數學博士學位。1973年執教德州大學醫學中心，講授遺傳學。1998年到芝加哥大學演化生物學系，受聘為喬治·比德爾講座教授。

## 研究專長
演化生物學、遺傳學、基因組學。

## 獲得榮譽
- 中央研究院院士（1998年）
- 巴仁獎（英语：Balzan Prize）（2003年）
- 國立中央大學傑出校友（2006年）
- 2022-2023年總統科學獎「生命科學組」得主[8]

## 外部連結
- 李文雄在中央研究院網頁